# Трёхступенчатый тест
Трёхступенчатый тест — условия свободного использования объектов авторского и смежных прав, установленные в международных договорах по охране интеллектуальной собственности. Данные условия представляют собой ограничения исключительного права на произведение, которые относятся только к определённым особым случаям, не наносящим ущерба нормальному использованию объектов и не ущемляющим законные интересы правообладателей.
Трёхступенчатость заключается в следующем:
1. любое исключение или ограничение должно быть конкретным случаем, а не общим определением;
2. такое исключение или определение не должно наносить ущерба нормальному использованию произведения;
3. такое исключение или определение не должно необоснованным образом ущемлять законные интересы автора.

Впервые, в 1967 году, такие ограничения применены в статье 9(2) Бернской конвенции об охране литературных и художественных произведений к праву на воспроизведение:

(2) Законодательством стран Союза может разрешаться воспроизведение таких произведений в определенных особых случаях при условии, что такое воспроизведение не наносит ущерба нормальному использованию произведения и не ущемляет необоснованным образом законные интересы автора.

В дальнейшем условия о таких ограничениях исключительного права появились и в других международных соглашениях по интеллектуальной собственности:
- Соглашение по торговым аспектам прав интеллектуальной собственности (ТРИПС) (статья 13);
- Договор по авторскому праву (статья 10);
- Договор по исполнениям и фонограммам (статья 16);
- Директива ЕС о гармонизации некоторых аспектов авторского права и смежных прав.

Например, данное положение включено в статью 13 Соглашения ТРИПС и гласит следующее:

Члены сводят ограничения или изъятия в отношении исключительных прав до некоторых особых случаев, которые не вступают в противоречие с обычным использованием произведения и необоснованно не ущемляют законные интересы правообладателя.

(три ступени теста выделены полужирным начертанием)
В российском законодательстве трёхступенчатый текст нашёл своё отражение в ч. 5 статьи 1229 ГК РФ:

5. Ограничения исключительных прав на результаты интеллектуальной деятельности и на средства индивидуализации, в том числе в случае, когда использование результатов интеллектуальной деятельности допускается без согласия правообладателей, но с сохранением за ними права на вознаграждение, устанавливаются настоящим Кодексом.
Указанные ограничения устанавливаются при условии, что они не наносят неоправданный ущерб обычному использованию результатов интеллектуальной деятельности или средств индивидуализации и не ущемляют необоснованным образом законные интересы правообладателей.

Однако отсутствие первого критерия ограничений, относящегося к определенным особым случаям, не соответствует Соглашению ТРИПС для исключительного авторского права и смежных прав.